# Plucheae
Plucheae es una tribu de plantas con flores perteneciente a la subfamilia Asteroideae dentro de la familia de las asteráceas. Tiene los siguientes géneros

.

## Géneros
Esta tribu fue creado por Anderberg A. (1989) tras su reclasificación de la tribu Inuleae (Cass.). Comprende los siguientes géneros: 
- Cylindrocline
- Pluchea
- Porphyrostemma
- Pterocaulon
- Rhodogeron
- Sachsia
- Sphaeranthus
- Streptoglossa